# Église de l'Exaltation-de-la-Sainte-Croix de Poyans
L'église de l'Exaltation-de-la-Sainte-Croix est une église catholique située à Poyans, en France.

## Localisation
L'église est située sur la commune de Poyans, dans le département français de la Haute-Saône.

## Historique
L'édifice est classé au titre des monuments historiques en 1960.